# Amstelstraat (Amsterdam)
De Amstelstraat is een straat in Amsterdam-Centrum tussen het Rembrandtplein en de over de rivier de Amstel gelegen Blauwbrug, nabij de Stopera aan het Waterlooplein. De straat is vernoemd naar de rivier. De 'Nieuwe Amstelstraat' ligt op de andere oever van de Amstel en verbindt het Waterlooplein met het Jonas Daniël Meijerplein.
Evenals het aangrenzende Rembrandtplein is de Amstelstraat een uitgaansgebied. Er liggen onder meer cafés en restaurants en het Eden Hotel. 

## Geschiedenis
In de Amstelstraat waren sinds het eind van de 18e eeuw theaters gevestigd. De in 1790 gebouwde Hoogduitsche Schouwburg, vanaf 1844 Salon des Variétés van Nathan Judels en Israel Boas, bevond zich op nr. 21. Er traden regelmatig joodse gezelschappen op, ook op de zondagmiddag. In 1852 werd het theater gekocht door Abraham van Lier, die het hernoemde in Grand Theatre des Variétés. Daarbij kwam de Nieuwe Karseboom op de hoek van de Bakkerstraat, dat na een verbouwing in 1915 plaats bood aan 1500 mensen. 
Op nr. 14-18 zat café Roetemeijer, met vanaf 1877 ook een "Wintertuin". Hierboven opende in 1881 het Nederlands Panopticum, een wassenbeeldenmuseum, waar Bijbelse figuren, beruchte moordenaars, koning Willem III en Scheveningse vissers werden tentoongesteld. Later werd op de begane grond het Centraal Theater geopend.
Het door Franz Anton Nöggerath in 1892 geopende Flora Theater op nummer 24 werd na branden in 1902, 1929 en 1952 steeds weer herbouwd. Op de hoek Amstelstraat/Rembrandtplein ligt het voormalige hoofdkantoor van de ABN AMRO. Voor een uitbreiding van deze bank moest in 1966 het Centraal Theater wijken, maar in 1990 vertrok de bank alsnog naar de Zuidas. Na een periode van leegstand en een renovatie is het pand nu een verzamelplaats van hippe restaurants en dito bedrijven.
Op de hoek met de Paardenstraat bouwde de populaire Italiaanse orkestleider Marcello Lanfredi in mei 1916 het café-concert Eden, later hotel Eden. Op de begane grond bevond zich van 2006 t/m 2019 Brasserie Flo, een restaurant met klassieke Franse keuken dat door het Eden Hotel als een franchise van de Franse restaurantketen Groupe Flo werd geëxploiteerd.
In de Amstelstraat en in enkele zijstraten, zoals de Paardenstraat, waren sinds de jaren vijftig een reeks van zaken gericht op homoseksuele bezoekers. In 1989 vestigde Manfred Langer in het voormalige 'Flora Theater',  in 1980 omgebouwd tot discotheek ‘Flora Palace’, in 1986 tot de discotheek ‘Be-Bop’, zijn homodiscotheek iT, al gauw populair bij een breder publiek. Van 1985 t/m 2017 bevond zich op de hoek met de Paardenstraat Vivelavie, een café voor lesbische vrouwen. 
Op nr. 30/32 huisde in het voormalige bankgebouw van Wertheim & Gomperts, een ontwerp van de architecten Pierre Cuypers en Cornelis Outshoorn, later nog een discotheek. De 'Soulkitchen' stond bekend om haar goede mix van funk, soul en discoklassiekers uit de jaren 60 en 70. De club beleefde haar hoogtepunt in de jaren 90 met DJ Jan Novica, maar sloot haar deuren in 2002.
Naast de voormalige 'iT' is de formele achtertuin zichtbaar van het aan de Herengracht gelegen Museum Willet-Holthuysen.

## Tram

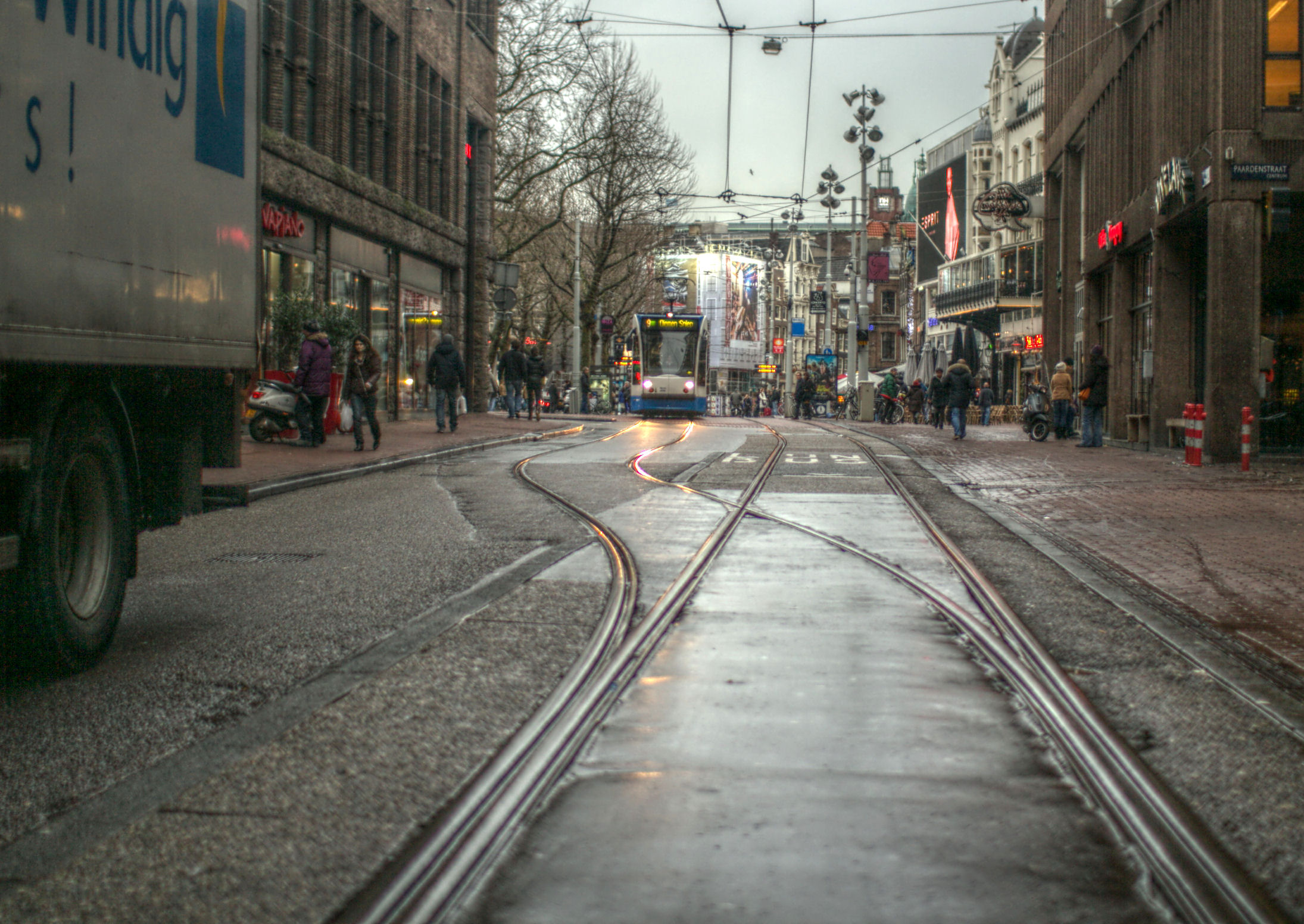
Het strengelspoor gezien naar het Rembrandtplein

Door de straat rijdt tramlijn 14. Van 1903-2018 reed ook tramlijn 9 door de straat. Tot 1985 werd alleen staduitwaarts door de Amstelstraat gereden. Stadinwaarts werd langs de Amstel gereden. Sinds 1985 wordt in beide richtingen door de Amstelstraat gereden. In de Amstelstraat ligt voor enige lengte het spoor in de vorm van een strengelspoor. Dit had te maken met ladende en lossende vrachtauto's bij het voormalige bankgebouw van ABN-AMRO. Daar had men bezwaar tegen dubbelspoor om die reden. Ook na vertrek van deze grootbank is dat zo gebleven. De kosten van zo'n anderhalf miljoen euro om er dubbelspoor van te maken wogen niet op tegen de vermoede tijdwinst.

### Trivia
In 1976 en 1977 moest lijn 9 door werkzaamheden op de Amstel tijdelijk in beide richtingen door de Amstelstraat rijden. Hierbij was het onoverzichtelijke enkelspoor beveiligd, echter niet met lichtseinen, maar met een gesloten televisiecircuit. Dit gaf bij felle zon of slecht weer vaak problemen en kwamen er soms ongewenste ontmoetingen voor.

## Branden
Op 29 augustus 1902 raakte in het Flora theater op nummer 24-28 een potje met was en terpentine oververhit. De daaropvolgende brand verwoestte het hele theater. De brandweer bluste de brand met 22 stralen. 
Het theater werd snel weer herbouwd, maar in de ijzige winter van 1929, in de nacht van 11 op 12 februari, brandde het Flora theater bij 15 graden vorst weer helemaal uit. De brandslangen vroren vast aan de straat, die veranderde in een ijsbaan. Tussen 1929 en 1952 bleef de ruïne een gapend gat in de Amstelstraat.
Op 5 december 1970 kwamen 9 gastarbeiders om, toen op de eerste etage van het pand Amstelstraat 9-11, in Club 9-11, brand werd gesticht. Het armetierige gastarbeiderspension op de bovenste etages had geen vluchtwegen; de 40 bewoners zaten als ratten in de val. 18 pensiongasten konden door de brandweer met ladders en springzeilen worden gered. De daders van de brandstichting zijn nooit gevonden.